# Paolo Domingo
 (octobre 2021).
Pour les articles homonymes, voir Domingo.
Paolo Domingo, est un acteur, chanteur et directeur artistique français.
Actif dans le doublage, il est connu pour avoir prêté sa voix à Aladdin dans le film du même nom et sa première suite, à Steve Smith dans American Dad! ou encore Manny dans Manny et ses outils. Il est aussi la voix française régulière de Rick Gonzalez, William Moseley, Wilmer Valderrama ainsi que Jared Leto dans l'Univers cinématographique DC.

## Biographie
Paolo Domingo a participé à plusieurs spectacles musicaux dont La Périchole au Théâtre national de Chaillot, Anges et Démons au théâtre Jean-Vilar ou encore L'Autre Histoire de Babel au Casino de Paris. Il est sur la scène du Palais des congrès pour La Nuit du feu en 2006 et 2007, deux soirées exceptionnelles en l'honneur des sapeurs pompiers de Paris[pertinence contestée].
En septembre 2008, il incarne Mozart dans Trazom, une comédie musicale de Dorine Hollier et Frédéric Dunis créée au théâtre des Variétés. En 2010, il joue dans la comédie musicale Rendez-vous au théâtre de Paris aux côtés de Kad Merad. Le 17 septembre 2011, il participe à une soirée unique présentée par Michel Drucker au palais omnisports de Paris-Bercy pour le bicentenaire de la brigade des sapeurs-pompiers de Paris, en interprétant La Quête de Jacques Brel.
En 2013, il enregistre la chanson Love Me, dont il a écrit les paroles ainsi que le scénario du clip qui en est tiré, la composition de la musique ayant été confiée à Nessym Guetat. La même année, il intègre le cours Valmont, structure qui propose une formation artistique pluridisciplinaire, pour y dispenser des cours d'art dramatique.
En 2016, il adapte et met en scène Félicie de Marivaux au Petit Théâtre du Gymnase[réf. souhaitée], puis écrit, l'année suivante, une première comédie[réf. souhaitée] intitulée Oui, madame la Marquise.
L'université Paris-Sorbonne l'invite, en décembre 2017, à dispenser une Master Class sur la prise de parole en public, la formation théâtrale et plus largement, le doublage[pertinence contestée].
Dès 2020, toujours dans le secteur de doublage, Paolo Domingo devient actif en tant que directeur artistique[source secondaire nécessaire] dialogues et chansons ; chansons dont il est l'adaptateur.
Il prête aussi sa voix (parlée et chantée) à des comédiens américains dans le cadre de doublages de films ou de séries télévisées. Il est notamment la voix française d'Aladdin.

## Théâtre

### Comédien-chanteur
- 1999 : La Périchole, ou la Chanteuse et le Dictateur, comédie musicale de Jérôme Savary d'après Jacques Offenbach, Théâtre national de Chaillot
- 2003 : Anges et Démons, comédie musicale de Dorine Hollier et Laurent Couson, théâtre Jean-Vilar de Suresnes
- 2007 : L'Autre Histoire de Babel, comédie musicale  d'Hervé Devolder, Casino de Paris
- 2008 : Trazom, comédie musicale de Dorine Hollier et Frédéric Dunis, théâtre des Variétés
- 2010 : Rendez-vous (She Loves Me), comédie musicale de Joe Masteroff, Sheldon Harnick et Jerry Bock, théâtre de Paris

### Metteur en scène
- 2016 : Félicie de Marivaux, adaptation Paolo Domingo, Petit Théâtre du Gymnase

## Doublage

### Cinéma

#### Films
- William Moseley dans :
  - Le Monde de Narnia : Le Lion, la Sorcière blanche et l'Armoire magique (2005) : Peter Pevensie
  - Le Monde de Narnia : Le Prince Caspian (2008) : Peter Pevensie
  - Le Monde de Narnia : L'Odyssée du Passeur d'Aurore (2010) : Peter Pevensie
  - Friend Request (2016) : Tyler McCormick
- Jared Leto dans :
  - Suicide Squad (2016) : Le Joker
  - Zack Snyder's Justice League (2021) : le Joker
  - Le Manoir hanté (2023) : Alistair Crump / le fantôme à la boîte à chapeau
- Tom Sturridge dans :
  - Good Morning England (2009) : Carl
  - Effie Gray (2014) : John Everett Millais
- Kostja Ullmann dans : 
  - Rouge rubis (2013) : James
  - Bleu saphir (2014) : James
- Luis Da Silva Jr. (en) dans :
  - Fast and Furious 5 (2011) : Diogo
  - Fast and Furious 10 (2023) : Diogo
- 1990 : Troll 2 : Elliott Cooper (Jason Wright)
- 1997 : Tout le monde dit I love you : Scott Dandridge, fils de Bob (Lukas Haas)
- 1998 : Jack Frost : Rory Buck (Taylor Handley)
- 1998 : Les Derniers Jours du disco : Jimmy (Mackenzie Astin (en))
- 1998 : Velvet Goldmine : Curt Wild (Ewan McGregor)
- 1999 : Dix Bonnes Raisons de te larguer : Cameron James (Joseph Gordon-Levitt)
- 2000 : Donjons et Dragons : Ridley (Justin Whalin)
- 2001 : Sex Academy : Bruce (Samm Levine)
- 2002 : Jackass, le film : Chris Pontius
- 2003 : Gangs of New York : Johnny Sirocco (Henry Thomas)
- 2003 : American Pie : Marions-les ! : Justin (Justin Isfeld)
- 2003 : Destination finale 2 : Brian Gibbons (Noel Fisher)
- 2004 : Connie et Carla : Lee / N'Cream (Alec Mapa)
- 2004 : Polly et moi : Wonsuk (Masi Oka)
- 2005 : Les Seigneurs de Dogtown : Tony « Mad Dog » Alva (Victor Rasuk)
- 2005 : Hellraiser : Hellworld : Jake (Christopher Jacot (en))
- 2005 : Melissa P. : Daniele (Primo Reggiani (en))
- 2006 : Enfants non accompagnés : Zach van Bourke (Wilmer Valderrama)
- 2006 : She's the Man : Sebastian Hastings (James Nichol Kirk)
- 2007 : Chronique des morts-vivants : Eliot Stone (Joe Dinicol)
- 2007 : Écrire pour exister : un journaliste
- 2008 : Dark World : Milo (Sam Riley)
- 2008 : The Rocker : Matt Gadman, le neveu de Robert (Josh Gad)
- 2008 : Spartatouille : Sonio (Travis Van Winkle)
- 2008 : Hunted : Tomas (Luis Chávez)
- 2009 : Jennifer's Body : Chip (Johnny Simmons)
- 2009 : L'An 1 : Des débuts difficiles : Isaac (Christopher Mintz-Plasse)
- 2009 : Où sont passés les Morgan ? : Adam Feller (Jesse Liebman)
- 2010 : L'Apprenti sorcier : Drake Stone (Toby Kebbell)
- 2010 : Poll : Paul von Siering (Enno Trebs (de))
- 2011 : Le Chaperon rouge : Henry (Max Irons)
- 2011 : Bad Teacher : Arkady (Igal Ben Yair)
- 2012 : Voisins du troisième type : Jamarcus (Richard Ayoade)
- 2012 : The Hit Girls : Donald (Utkarsh Ambudkar)
- 2013 : Roméo et Juliette : Roméo (Douglas Booth)
- 2013 : Magic Magic : Brink (Michael Cera)
- 2013 : Monsoon Shootout : Adi (Vijay Varma)
- 2015 : Monsterville : Le Couloir des horreurs : Hunter (Ryan McCartan)
- 2016 : Tigre et Dragon 2 : Flying Blade (Chris Pang (en))
- 2018 : Venom : Dr Carlton Drake / Riot (Riz Ahmed)
- 2018 : Yucatán : Brendon (Arián Núñez)
- 2019[1] : Les Disparues de Valan : Norbi (Rácz Endre)
- 2021 : Tick, Tick... Boom! : Michael (Robin de Jesús (en))
- 2021 : La Proie : Calvin (Machine Gun Kelly)
- 2022 : I Came By : Faisal Ahmed (Antonio Aakeel (en))
- 2022 : Bros : Lawrence Grape (Bowen Yang)
- 2023 : Joli désastre (en) : ? ( ? )
- 2023 : Rendez-vous à minuit (en) : ? ( ? )
- 2023 : Zoé : Le Mariage (en) : Logan Reese (Matthew Underwood)
- 2023 : Thank You, I'm Sorry (sv) : Iván [Qui ?]
- 2025 : Revelations : Kwon Yang-rae (Shin Min-jae)

#### Films d'animation
- 1992 : Aladdin : Aladdin
- 1994 : Le Retour de Jafar : Aladdin
- 1999 : Le Roi et moi : le prince Chululongkorn (chant)
- 2000 : Digimon, le film : Willis
- 2001 : Les Pingouins à la rescousse : Guibor
- 2002 : La Princesse au petit pois : le prince Rollo
- 2002 : La Barbe du roi : Rufus
- 2002 : Tristan et Iseut : Tristan
- 2005 : Final Fantasy VII: Advent Children : Kadaj
- 2005 : Barbie Fairytopia : Prince Nalu, Larkspur
- 2006 : Barbie Mermaidia : Prince Nalu
- 2008 : Batman : Contes de Gotham : B-Devil, Le Russkoff et Deadshot
- 2009 : Le Drôle de Noël de Scrooge : voix additionnelles
- 2009 : Superman/Batman : Ennemis publics : Captain Marvel, Black Lightning, Toyman, Billy Batson, un journaliste, le chauffard et voix additionnelles
- 2010 : La Ligue des justiciers : Conflit sur les deux Terres : Breakdance, Firestorm et un journaliste
- 2012 : Ben 10 : Destruction Alien : JT
- 2012-2013 : Batman: The Dark Knight Returns : Merkel, Bruce Wayne enfant, Billy et voix additionnelles
- 2013 : Le vent se lève : Jirō Horikoshi
- 2014 : La Ligue des Justiciers : Guerre : Billy Batson, Steve Trevor et Charlie
- 2014 : Le Fils de Batman : Damian Wayne/Robin
- 2015 : La Ligue des Justiciers : Le Trône de l'Atlantide : Arthur enfant
- 2015 : Batman vs. Robin : Damian Wayne/Robin
- 2015 : Mune : Le Gardien de la Lune : les serpents
- 2015 : La Ligue des justiciers : Dieux et Monstres : Jor-El, Ryan Choi, Victor Stone, Orion, T.O. Morrow, Jimmy Olsen, Hank et le vendeur
- 2016 : Batman : Mauvais Sang : Damian Wayne/Robin
- 2016 : Les Trolls : Guy Diamant
- 2018 : Flavors of Youth (segment Amour à Shanghaï) : Li Mo
- 2019 : Lego DC Batman: Family Matters : Billy Batson
- 2020 : Les Trolls 2 : Tournée mondiale : Guy Diamant (dialogues seulement)
- 2023 : Il était une fois un studio : Aladdin (court métrage)
- 2023 : Les Trolls 3 : Guy Diamant

### Télévision

#### Téléfilms
- Robert Sheehan dans :
  - The Red Riding Trilogy: 1974 (2009) : BJ
  - The Red Riding Trilogy: 1980 (2009) : BJ
  - The Red Riding Trilogy: 1983 (2009) : BJ
- 1998 : David et Lisa : David (Lukas Haas)
- 1999 : La Mémoire volée : Barney Snow (Elijah Wood)
- 2000 : Les Filles de l'océan : Koa (Kona en VO) (Brian Stark)
- 2003 : Drôles de vacances : Mootai (Josh Keaton)
- 2005 : Calvin et Tyco : Rondel (Ibrahim Abdel-Baaith)
- 2006 : La Malédiction du pharaon : Jabari (Vir Das (en))
- 2007 : Jump in! : Chuck Coley (Mazin Elzadig)
- 2007 : Dans la peau d'une ronde : Michael (Carlo Marks)
- 2008 : Un été pour grandir : Dylan Statlan (Alex Black)
- 2009 : Un Orage de printemps[2] : Rock Burdock (Evan Williams)
- 2009 : Terres de glaces, cœurs de feu : Peter König (Matthias Dietrich)
- 2010 : Karma Caméléon : Peter/Marilyn (Freddie Fox)
- 2013 : Entre ennemis : Gani Kartal (Tedros Teclebrhan)
- 2013 : Un été à Rome : Toni (Daniel Rodic)
- 2015 : Monsterville : Le Couloir des horreurs : Hunter (Ryan McCartan)
- 2016 : Grease: Live! : Doody (Jordan Fisher)

#### Séries télévisées
- Rick Gonzalez dans (7 séries) :
  - Le Diable et moi (2007-2009) : Ben Gonzalez (31 épisodes)
  - Médium (2009) : Juan Espinosa (saison 6, épisode 9)
  - Traffic Light (2011) : Charlie (épisode 6)
  - NCIS : Enquêtes spéciales (2013) : Lenny Machaca (saison 11, épisode 6)
  - Rush (2014) : Manny Maquis (9 épisodes)
  - Battle Creek (2015) : Omar (épisode 1)
  - Arrow (2016-2020) : Rene Ramirez / Wild Dog (en) (76 épisodes)
- Alexis Cruz dans (4 séries) :
  - Stargate SG-1 (1997-2003) :  Skaara / Klorel (5 épisodes)
  - Shark (2006-2007) : Martin Allende (11 épisodes)
  - Castle (2013) : Lyle Gomez (saison 6, épisode 7)
  - Perception (2013) : Joseph Garcia (saison 2, épisode 1)
- Wilmer Valderrama dans (4 séries) :
  - That '70s Show (1998-2006) : Fez (200 épisodes)
  - Une nuit en enfer, la série (2014-2016) : Don Carlos Madrigal (23 épisodes)
  - The Ranch (2016-2017) : Umberto (4 épisodes)
  - That '90s Show (2023) : Fez (saison 1)
- Stephen Lunsford dans :
  - Private Practice (2009-2010) : Fillmore « Dink » Davis (6 épisodes)
  - Victorious (2011) : Dale Squires (saison 1, épisode 18)
  - Teen Wolf (2012) : Matt Daehler (saison 2)
- John Hensley dans :
  - Witchblade (2001-2002) : Gabriel Bowman (19 épisodes)
  - Mentalist (2014) : Anthony Tremel (saison 6, épisodes 19 et 21)
- Bryton James dans :
  - Les Feux de l'amour (depuis 2004) : Devon Hamilton (1576 épisodes - en cours)
  - Vampire Diaries (2010-2011) : Luka Martin (saison 2)
- Johnny Lewis dans :
  - Newport Beach (2005-2006) : Denis « Chili » Childress (9 épisodes)
  - Bones (2007) : Enzo Falcinella (saison 2, épisode 17)
- Shane Coffey dans :
  - La Vie secrète d'une ado ordinaire (2010) : Jimmy Nash (saison 2)
  - The Originals (2013-2014) : Tim (saison 1, épisodes 4 et 10)
- Titus Makin Jr. dans :
  - Glee (2010-2012) : David (10 épisodes)
  - Castle (2012) : Tim Cabot (saison 5, épisode 9)
- Andrew Rannells dans :
  - The New Normal (2012-2013) : Bryan Collins (22 épisodes)
  - How I Met Your Mother (2013-2014) : Darren (saison 9, épisodes 13 et 16)
- E. J. Bonilla dans :
  - Revenge (2012-2013) : Marco Romero (saison 2)
  - Bull (2018) : Rodrigo (saison 3)
- Joe Dinicol dans :
  - Grey's Anatomy (2015-2016) : Dr Mitchell Spencer (6 épisodes)
  - Blindspot (2015-2020) : David Wagner (8 épisodes)

- 1993[n 1] : Sauvés par le gong : La Nouvelle Classe : Barton « Weasel » Wyzell (Isaac Lidsky) (13 épisodes)
- 1996 : Masked Rider : Herbie (Matthew Bates) (saison 2, épisode 11)
- 1997-2004 : Sept à la maison : Wilson West (Andrew Keegan) (24 épisodes)
- 1998 : Beverly Hills 90210 : Richard (Reggie Lee) (saison 9, épisode 9)
- 1999 : Diagnostic : Meurtre : Quinn Montgomery (Jonathan Scarfe) (saison 7, épisode 4)
- 1999-2000 : Freaks and Geeks : Sean (Shaun Weiss) (5 épisodes)
- 2000 : Tucker : Kenickie Behar (Andrew Lawrence) (3 épisodes)
- 2000 : Titans : Ethan Benchley (Kevin Zegers) (11 épisodes)
- 2001 : New York, unité spéciale : Benny (Reg Wyns) (saison 3, épisode 4)
- 2001 : Temps mort : Vaughn Parrish (Kett Turton) (13 épisodes)
- 2001-2002 : New York, police judiciaire : Julian Zalak / Harry Johnson (Malcolm Barrett) (saison 11, épisode 13 puis saison 13, épisode 4)
- 2001-2007 : Les Soprano : Anthony Soprano Jr. (Robert Iler) (2e voix, saisons 3 à 6)
- 2002-2003 : Malcolm : Lloyd (Evan Matthew Cohen) (2e voix, saison 4)
- 2002-2006 : Degrassi : La Nouvelle Génération : Marco Del Rossi (Adamo Ruggiero) (1re voix, saisons 1 à 5)
- 2003 : Les Enfants de Dune : Leto Atréides II (James McAvoy) (mini-série)
- 2003 : Boston Public : Brian Harrower (Phillip Van Dyke) (3 épisodes)
- 2003-2005 : Le Monde de Joan : Dieu "Garçon gothique" (Jeffrey Licon (en)) (9 épisodes)
- 2004 : Huff : Sam Johnson (Noel Fisher) (3 épisodes)
- 2004-2005 : North Shore : Hôtel du Pacifique : Kai (Mark Malalis) (7 épisodes)
- 2004-2006 : Coups de génie : Toby Johnson (André de Vanny) (52 épisodes)
- 2005 : Réunion : Destins brisés : Aaron Lewis (Dave Annable) (13 épisodes)
- 2005 : Monk : Adrian Monk enfant (Grant Rosenmeyer) (saison 4, épisode 8)
- 2005 : Performers : Simone (Primo Reggiani) (4 épisodes)
- 2005 : Hot Dog Family : Jasper Flickman (Ryan Belleville) (10 épisodes)
- 2005 : Dead Zone : Darren Foldes (Ben Foster) (saison 4, épisode 6)
- 2005 : Secrets de filles[3] : Darius (Alp Haydar) (5 épisodes)
- 2005 : La Vie de palace de Zack et Cody : Tuck (Vince Rimoldi) (saison 1, épisode 5)
- 2005-2006 : Zoé : Lohan Reese (Matthew Underwood) (1re voix, saisons 1 et 2)
- 2005-2007 : La Guerre à la maison : Kenny (Rami Malek) (21 épisodes)
- 2005-2007 : Le Destin de Lisa : Thibault Pietsch (Matthias Dietrich) (56 épisodes)
- 2006 : Supernatural : Harry Spangler (Travis Webster) (1re voix - saison 1, épisode 17) et Caleb (Josh Blacker) (saison 1, épisode 21)
- 2006 : Preuve à l'appui : Quentin Baker (Paul Wesley) (saison 5, épisode 18)
- 2006-2010 : Hannah Montana : Cooper Montgomery (Andre Jamal Kinney) (7 épisodes)
- 2007 : Dr House : Esteban (Omar Avila) (saison 3, épisode 24)
- 2007-2008 : La Famille Safari : Tumelo (Atandwa Kani) (7 épisodes)
- 2007-2009 : Flight of the Conchords : Bret McClegnie (Bret McKenzie) (22 épisodes)
- 2007-2012 : Prom Queen : Chad Moore (David Loren) (46 épisodes)
- 2008 : La Petite Dorrit : John Chivery (Russell Tovey) (10 épisodes)
- 2008-2009 : Crash : Cesar Uman (Luis Chávez) (13 épisodes)
- 2009-2010 : Legend of the Seeker : L'Épée de vérité : Gryff (Jason Smith) (saison 1, épisode 7) et Panis Rahl jeune (Gareth Williams) (saison 2, épisode 17)
- 2009-2013 : Esprits criminels : Jeffrey Barton (Paul Butcher) (saison 5, épisode 1), Tommy Brown (John Bain) (saison 7, épisode 17) et Will (Daniel E. Smith) (saison 8, épisode 15)
- 2010 : Journal intime d'une call girl : Byron (David Dawson) (7 épisodes)
- 2010 : Ghost Whisperer : Henry Alston (Sean Marquette) (saison 5, épisode 20)
- 2010 : Lie to Me : Orlando Lima (Alvaro Orlando) (saison 2, épisode 18)
- 2010-2011 : Royal Pains : Adam Pierce (Patrick Heusinger) (4 épisodes)
- 2010-2011 : Pretty Little Liars : Alex Santiago (Diego Boneta) (5 épisodes)
- 2010-2015 : Parenthood : Drew Holt (Miles Heizer) (103 épisodes)
- 2011 : Smallville : Jaime Reyes/Blue Beetle (Jaren Brandt Bartlett) (saison 10, épisode 18)
- 2011 : Mad Dogs : Tony (Tomas Pozzi) (mini-série)
- 2011 : Damages : Henry Thain (Jeffrey Omura) (saison 4, épisode 3)
- 2011 : Sons of Anarchy : Rafi (Jesse Garcia) (saison 4)
- 2011 : Traque en série : Andreas (Allan Hyde) (épisode 4, parties 1 et 2)
- 2011 : C'est moi le chef ! : Ryan (Nick Jonas) (saison 1, épisode 10)
- 2011-2012 : Body of Proof : Jeremy Nichols (Edoardo Ballerini) (saison 1, épisode 3) et Craig Bena (Jonathon Trent) (saison 2, épisode 13)
- 2011-2013 : Out with Dad : Emilio (Adrian Rebucas) (4 épisodes) et David (Kyle Stewart) (4 épisodes)
- 2011-2016 : Game of Thrones : Loras Tyrell (Finn Jones) (21 épisodes)
- 2011-2017 : Episodes : Andy Button (Joseph May) (26 épisodes)
- 2012 : Perception : Karl (William Moseley) (saison 1, épisode 8)
- 2012 : Bunheads : Josh (Gabriel Notarangelo) (épisodes 6 et 7)
- 2012-2014 : Real Humans : 100 % humain : Odi (Alexander Stocks) (17 épisodes)
- 2012-2015 : Glee : Joe Hart (Samuel Larsen) (25 épisodes)
- 2013 : The White Queen : le roi Édouard IV d'Angleterre (Max Irons) (mini-série)
- 2013 : Burning Love (en) : Wally (Michael Cera) (saison 2)
- 2013 : Castle : Joey Malone (Nadji Jeter) (saison 5, épisode 11)
- 2013 : Rizzoli and Isles : Ismail Nader (Fahim Anwar) (saison 4, épisode 1)
- 2013 : Californication : le barman (Chris Gann) (saison 6, épisode 1) et Brian (Joey Lawrence) (saison 6, épisode 2)
- 2013 : Southland : l’officier Gary Steele (Derek Ray) (saison 5, épisodes 1 et 2)
- 2013-2015 : Hemlock Grove : Roman Godfrey (Bill Skarsgård) (33 épisodes)
- 2013-2017 : The Mindy Project : Richie Castellano (Max Minghella) (8 épisodes)
- 2014-2015 : Looking : Agustín Lanuez (Frankie Alvarez (en)) (17 épisodes)
- 2014-2015 : Under the Dome : Hunter May (Max Ehrich) (19 épisodes)
- 2016 : Dead of Summer : Un été maudit : Blair Ramos (Mark Indelicato) (10 épisodes)
- 2016-2018 : Code Black : Dr Elliot Dixon (Noah Gray-Cabey) (28 épisodes)
- 2017 : The Deuce : un dealer (Khan Baykal) (saison 1, épisode 3)
- 2017 : Unforgotten : Le Passé déterré : Jason Walker (Will Brown) (saison 2)
- 2017 : Shots Fired : le shérif-adjoint Caleb Brooks (Beau Knapp) (9 épisodes)
- 2017-2022 : Dynastie : Sam Josiah « Sammy Jo » Flores (Rafael de La Fuente) (108 épisodes)
- 2018 : The Terror : William Gibson (Edward Ashley (en)) (saison 1)
- 2018 : Le Détenu : Florentino (Leonardo Ortizgris (es)) (7 épisodes)
- 2018 : Heathers : Heather « Heath » Duke (Brendan Scannell) (10 épisodes)
- 2019 : Dans leur regard : Yusef Salaam jeune (Ethan Herisse) (mini-série)
- 2019 : Dublin Murders (en) : Rafe Lahiri (Antonio Aakeel (en)) (4 épisodes)
- 2019 : iZombie : Graham Moss (Dejan Loyola) (saison 5)
- 2019-2021 : Another Life : Zayn Petrossian (JayR Tinaco) (20 épisodes)
- 2019-2021 : Billions : Tuk Lal (Dhruv Maheshwari) (1re voix, saisons 4-5)
- 2019-2023 : Les Monstromalins : Scatter (Tim Lagasse (en)) (voix)
- 2020 : October Faction : Phillip Mishra (Praneet Akilla) (8 épisodes)
- depuis 2021 : Acapulco : Guillermo dit « Memo » (Fernando Carsa)
- 2022 : WeCrashed : Damian Saito (Troy Iwata) (mini-série)
- 2022 : She-Hulk : Avocate : Luke Jacobson (Griffin Matthews (en)) (mini-série)
- 2022 : Minx : ? (?)
- 2022-2023 : Our Flag Means Death : Lucius Spriggs (Nathan Foad (en)) (17 épisodes)
- 2022-2023 : Welcome to Chippendales : Ray Colon (Robin de Jesús (en)) (mini-série)
- 2023 : Tous les jours la même nuit : Antônio (Lucca Pougy) (mini-série)
- 2025 : Adults : Zack-Carlos (Julian Manjerico) (saison 1, épisode 8)

#### Séries d'animation
- 1995 : Aladdin : Aladdin (quelques épisodes)
- 1995-1996[n 2] : Gundam Wing : Duo Maxwell
- 1999 : Batman, la relève : Denis (saison 2, épisode 8)
- 1999-2000 : Monster Rancher : Genki
- 2001-2002 : Digimon Tamers : Takato Matsuki
- 2003-2004 : Sacré Andy ! : Andy (remplacement, saison 2 seulement[4])
- 2004-2006 : Mega Robot Super Singes Hyperforce Go ! : Chiro Takashi
- 2004-2008 : Le Monde de Todd : chœurs
- 2005 : Skyland : Artimus (épisode 7)
- depuis 2005 : American Dad! : Steve Smith (en)
- 2006-2008 : Ozie Boo ! : Ted et Ed
- 2006-2009 : Kilari : Cyrus
- 2006-2013 : Manny et ses outils : Manny
- 2008-2010 : Ben 10: Alien Force : Alan (2e voix), JT
- 2008-2011 : Batman : L'Alliance des héros : Billy Batson / Captain Marvel, Ronald Raymond / Firestorm, Aqualad, Damian Wayne, Champion Tornado, le maître de musique, Bruce Wayne (enfant) (saison 2, épisode 11), chœurs (saison 2, épisode 19)
- 2009-2011 : Saint Seiya: The Lost Canvas : Tenma (OAV)
- 2010 : Les Simpson : Kurt Hardwick[n 3] (saison 22, épisode 1)
- 2010-2012 : Ben 10: Ultimate Alien : JT, Alan, Cooper, Max jeune, Darkstar (2e voix)
- 2010-2022 : La Ligue des justiciers : Nouvelle Génération : Roy Harper / Will Harper / Speedy / Red Arrow, Beast Boy / Garfield Logan, Billy Batson, Lucas Carr, (saisons 1 et 2), T.O. Morrow, Klarion (saison 1), Roy Harper / Arsenal (1re voix, saison 2), Jim Harper (3e voix, saison 3, épisodes 4 et 25), Eduardo Dorado Jr. (saison 2) et voix additionnelles
- 2011 : Wakfu : le voleur de voix
- 2011-2016 : Jake et les Pirates du Pays imaginaire : Bip Le Génie Pirate
- 2011-2019 : Fairy Tail : Zeleph Dragnir
- depuis 2011 : Bubulle Guppies : Lenny
- 2012-2014 : Ben 10: Omniverse : Billy Billions, Junior et le petit frère de Rook
- 2013-2015 : Sanjay et Craig : Sanjay (1re voix, saisons 1 et 2)
- 2014 : Prenez garde à Batman ! : Creed Courtman (épisode 23)
- 2014-2015 : Dora and Friends : Au cœur de la ville : voix additionnelles
- 2014-2016 : Les Végétaloufs dans la place : M. Calebasse et voix additionnelles
- 2016-2018 : La Ligue des justiciers : Action : Ronald Raymond / Firestorm, Billy Batson, John Constantine, Hawkman, Klarion et un SWAT (épisode 7)
- 2018-2019 : Trolls : En avant la musique ! : Guy Diamond
- 2019-2020 : 7 Seeds : Mark Ibaraki
- 2019-2021 : Carmen Sandiego : Dash Haber
- 2020 : Baby Boss : Les affaires reprennent : Travis le Duque
- 2020 : Central Park : voix additionnelles
- 2020-2021 : Ollie et le Monstrosac : Zach
- 2021 : Centaurworld (en) : voix additionnelles
- 2021-2022 : Shaman King : Lyserg Diethel
- 2022 : Lookism (en) : Jin Seong
- 2024-2025 : Fairy Tail: 100 Years Quest : Zeleph Dragnir

#### Spot télévisé
- Descendants 2 : "Tuto danse : Ways To Be Wicked" : Cameron Boyce

### Jeux vidéo
- 1998 : The Curse of Monkey Island : Guybrush Threepwood
- 1999 : Galerians : Birdman
- 2000 : Escape from Monkey Island :  Guybrush Threepwood
- 2003 : Buffy contre les vampires : Chaos Bleeds : voix additionnelles
- 2005 : Kingdom Hearts 2 : Aladdin
- 2007 : Elsword : Chung Seiker
- 2010 : Final Fantasy XIV : Niellefresn
- 2010 : Assassin's Creed : Brotherhood : Salaï
- 2013 : Skylanders: Swap Force : Freeze Blade
- 2014 : Skylanders: Trap Team : Freeze Blade
- 2015 : Need For Speed : Spike
- 2016 : Watch Dogs 2 : voix additionnelles

### Direction artistique

#### Films
- 2019 : L'Homme du labyrinthe
- 2019[n 4] : Les Disparues de Valan
- 2019 : A Good Woman
- 2020 : Waiting for the Barbarians
- 2020 : La Voix d'Aïda
- 2020 : Le Collecteur de dettes 2 (es)
- 2021 : La Proie
- 2021 : Hannes (de)
- 2021 : Toxique (es)
- 2021 : Fly
- 2021[n 5] : Les Promesses
- 2022 : Le Haut du panier
- 2022 : Débrouille et démêlés
- 2022 : Beauty (en)
- 2023 : Tout pour y croire (tr)

#### Films d'animation
- 2023 : Miraculous, le film

#### Téléfilms
- 2020 : Trop d'amour à donner

#### Séries télévisées
- 2019-2022 : Dollface
- 2021 : Jusqu'à ce que la vie nous sépare (pt)
- 2022 : Maggie (avec Jonathan Dos Santos)
- 2022 : Irma Vep (mini-série)
- 2022 : Candy : Meurtre au Texas (mini-série, avec Ioanna Gkizas)
- 2022 : Rien de suspect
- 2022 : En apparence… rien ne change (pt)
- 2022-2023 : Minx (avec Noémie Orphelin)
- depuis 2022 : Tell Me Lies
- 2023 : That '90s Show
- 2023 : Mon rêve ou toi (pt) (mini-série)
- 2023 : Faux Profil
- 2023 : Voyage au centre de la Terre (es)
- depuis 2025 : Famille en réparation

#### Séries d'animation
- depuis 2024 : Les Wonder Choux dans la grande ville

### Direction musicale

#### Cinéma
- 2021 : Les Bouchetrous
- 2021 : Space Dogs: Tropical Adventure

#### Séries d'animation
- 2021 : Musclor et les Maîtres de l'Univers (générique)
- 2021-2022 : Les Chiens dans l'espace (générique et chansons)
- 2024 : Les Wonder Choux dans la grande ville

#### Web
- 2022 : Monster High : Un lycée pas comme les autres[réf. nécessaire]

## Adaptation
- 2024 : Les Wonder Choux dans la grande ville